# Lex CEU
A 2017. évi XXV. törvény (a köznyelvben lex CEU) a 2011-ben elfogadott felsőoktatási törvény egy módosítása, mely a külföldi felsőoktatási intézmények magyarországi működését szabályozza újra.
Az egy hét leforgása alatt megtárgyalt és elfogadott törvénymódosítás miatt az országon tiltakozó megmozdulások söpörtek végig, az Európai Unió Bírósága pedig ítéletében Magyarország kötelezettségszegését állapította meg. Az új szabályozás hatására a Közép-európai Egyetem (Central European University, CEU) Budapestről Bécsbe költöztette oktatási tevékenységét.

## A törvény életútja
A törvényjavaslatot 2017. március 28., kedd este adta be Balog Zoltán emberierőforrás-miniszter. Az éppen Iránban tartózkodó Semjén Zsolt javaslatára, de Budapestre keltezett, így érvénytelen aláírásával az Országgyűlés kivételes eljárásban tárgyalta a törvényjavaslatot, és azt április 4., kedd kora délután 123 igen és 38 nem szavazattal megszavazta. Április 10-én Áder János köztársasági elnök a törvényt aláírta.
A törvény jogszerűségét számos ellenzéki és uniós politikus és közéleti személyiség vitatta. LMP-s MSZP-s, Jobbikos és független parlamenti képviselők április 21-én utólagos normakontroll eljárást kezdeményeztek az Alkotmánybíróságon.
Az Európa Tanács felkérésére vizsgálódó Velencei Bizottság „rendkívül problematikus”-nak találta a törvény több pontját, és ajánlásokat fogalmazott meg a magyar hatóságok számára.
A törvény elfogadása után az Európai Bizottság április 27-i felszólító levelével kötelezettségszegési eljárást indított Magyarország ellen. A vizsgálatot követően a Bizottság 2018. február 1-jén kötelezettségszegés megállapítása iránti keresetet nyújtott be az Európai Bíróságra.
2018. június 4-én a magyar Alkotmánybíróság az Európai Bíróság eljárására hivatkozva, annak döntéséig felfüggesztette a lex CEU alkotmányossági vizsgálatát.
Az Európai Bíróság 2020. október 6-i ítéletében megállapította, hogy Magyarország a lex CEU elfogadásával három pontban kötelezettségszegést követett el.

## A törvény tartalma
A 2017. évi XXV. törvény a nemzeti felsőoktatásról szóló 2011. évi CCIV. törvény módosításáról 8 paragrafusból áll. A paragrafusok tartalma a következő:
1. § Különböző egyetemek neveinek „egyértelműen különböznie kell”, beleértve az elnevezések hivatalos fordításait is.
2. § Magyarországon külföldi egyetem csak akkor indíthat képzést, ha az az egyetem székhelye szerinti államban „ténylegesen felsőoktatási képzést folytat”, illetve ha az egyetem működéséről Magyarország nemzetközi szerződést köt ezen állammal, és előzetes megállapodást köt az állam központi kormányzatával.
3. § Ha az egyetem székhelye az Európai Gazdasági Térségben (EGT) van, akkor nemzetközi szerződésre és előzetes megállapodásra nincs szükség.
4. § A már működési engedéllyel rendelkező egyetemeknek 2018. január 1-jéig kell az új követelményeket teljesíteni.
5. § A 2005-ös felsőoktatási törvény alapján nyilvántartásba vett külföldi egyetemeket az oktatási hivatal legkésőbb a 2020/2021. tanév végén törli a nyilvántartásából.
A 6., 7. és 8. paragrafus a törvény életbe lépéséhez szükséges technikai módosításokat tartalmaz.

## A CEU érintettsége
Miután a harmadik Orbán-kormány központi témájának tette meg a Soros György személye elleni kampányt, 2017 februárjában több pletyka is megjelent arról, hogy a kormány a Soros György nevével szorosan összefonódott Közép-európai Egyetemet el akarja távolítani Budapestről.
A lex CEU-t végül 2017. március 28-án nyújtotta be a kormány. Bár a törvényjavaslat nem említi név szerint az egyetemet, Michael Ignatieff, a CEU rektora aznapi levelében állította: „a törvény egyetlenegy intézmény ellen irányul”, illetve „egy olyan törvényjavaslatot nyújtottak be a magyar országgyűlésnek [...], amely ellehetetlenítené, hogy a CEU továbbra is Magyarországon működtethessen Magyarországon és az Egyesült Államokban is akkreditált képzéseket”.
A Velencei Bizottság később vizsgálatában megerősítette, hogy a szabályváltoztatás közvetlenül főleg a CEU-t érintette.

### A CEU jogi háttere
A Central European University egy New York államban bejegyzett nonprofit oktatási vállalat, a University of the State of New York(en) ernyőszervezet tagegyeteme. New York államtól 1992-ben kapott ideiglenes, 1996-ban pedig végleges oktatási engedélyt.
Az egyetem amerikai akkreditációját 2004 óta biztosítja a Middle States Commission on Higher Education(en).
A CEU 1992-ben kezdte meg oktatási tevékenységét Budapesten.
Működését az oktatási miniszter egy 1995-ös határozatában engedélyezte.
A CEU magyar akkreditációját 2004-ben szerezte meg, Közép-európai Egyetem néven.
Az akkor érvényben lévő 1993-as felsőoktatási törvénynek megfelelően, illetve az Andrássy Gyula Budapesti Német Nyelvű Egyetem 2001-es akkreditációjának mintájára ezt a magyar miniszterelnök és New York állam kormányzójának közös nyilatkozata, valamint a Közép-európai Egyetem törvényi elismerése előzte meg. Helyenként erre az egyetem elismeréséről szóló 2004. évi LXI. törvényre is hivatkoznak „lex CEU”-ként.
A 2005. évi új felsőoktatási törvény már a magyar akkreditációval működő külföldi egyetemek figyelembe vételével készült el, és 2010. december 31-vel megszüntette az Andrássy Egyetemről és CEU-ról szóló fölöslegessé vált törvényeket.
Bár Soros György, a CEU alapítója és kuratóriumának akkori elnöke levélben kérte az az oktatási minisztertől, hogy a Közép-európai Egyetemet elismerő törvény szimbolikus jelleggel hatályban maradhasson, a törvényeket végül a korábban tervezettnél is hamarabb, 2009-ben hatályon kívül helyezték.
A második Orbán-kormány által 2011-ben elfogadott új felsőoktatási törvény az egyetem működését érdemben nem befolyásolta.

### A törvény hatása a CEU-ra
A 2011-es felsőoktatási törvényt módosító lex CEU új követelményeinek többsége érintette a CEU működését.
- Az 1. § ellehetetlenítette, hogy a CEU Central European University néven Amerikában akkreditált egyetemként, és Közép-európai Egyetem néven Magyarországon akkreditált egyetemként egyszerre működhessen Magyarországon.
- A 2. § megkövetelte, hogy a CEU az Egyesült Államok területén is oktasson.
- A 2. § szerint a magyar kormánynak megállapodást kellett kötnie az Egyesült Államok szövetségi kormányával a CEU működéséről.

Ezek közül az első két intézkedés érdemben csak a CEU-t érintette a már Magyarországon lévő külföldi egyetemek közül. A törvény elfogadása idején 24 külföldi egyetem rendelkezett működési engedéllyel Magyarországon, azonban a CEU kivételével egyik egyetem sem nyújtott önállóan és saját néven Magyarországon akkreditált képzést, és mindegyik másik egyetem eleve oktatott a székhelyén is.